# Friedrich Georg Wilhelm von Struve
Friedrich Georg Wilhelm von Struve, född 15 april 1793 i Altona, död 23 november 1864 i Sankt Petersburg, var en tysk astronom.

## Biografi
Friedrich Georg Wilhelm von Struve var son till Jacob Struve, far till Otto Wilhelm von Struve, farfar till Pjotr Struve och morfar till Emmy Lindhagen.
Struve blev 1813 observator vid det nyuppförda observatoriet i Dorpat och 1817 dess chef. Han lyckades där utverka en väsentlig förbättring i observatoriets instrumentella utrustning, som höjde det till ett första rangens institut. Särskilt med den berömda stora Fraunhoferska refraktorn (fullbordad 1824) ägnade han sig nu huvudsakligen åt iakttagelser av de förut endast av Herschel observerade dubbelstjärnorna. Ungefär samtidigt med Bessel utförde han en av de båda första bestämningarna av en fixstjärnas parallax samt gjorde undersökningar rörande Vintergatans byggnad.
Även inom geodesi var Struves verksamhet betydelsefull. Han ledde nämligen 1816–1819 de förberedande arbetena för en kartläggning av Livland och verkställde sedan under medverkan av Christofer Hansteen och Nils Haqvin Selander uppmätningen av en 2 822 kilometer lång meridianbåge från Fuglenes (13 meter över havet, nära Hammerfest) på Norges nordkust till Ismail vid Donau, vilken efter honom fick namnet Struves meridianbåge.
Struve tilldelades 1826 Royal Astronomical Societys guldmedalj och 1827 Royal Medal från Royal Society. Han blev ledamot av Preussiska vetenskapsakademien 1832, av Rysslands Vetenskapsakademi i Sankt Petersburg samma år och av svenska Vetenskapsakademien från 1833. År 1834 invaldes han i American Academy of Arts and Sciences, 1835 Akademie der Wissenschaften zu Göttingen och 1858 i Leopoldina. Han var 1839–1862 direktor för det under hans överinseende byggda stora ryska centralobservatoriet i Pulkovo.

## Eftermäle

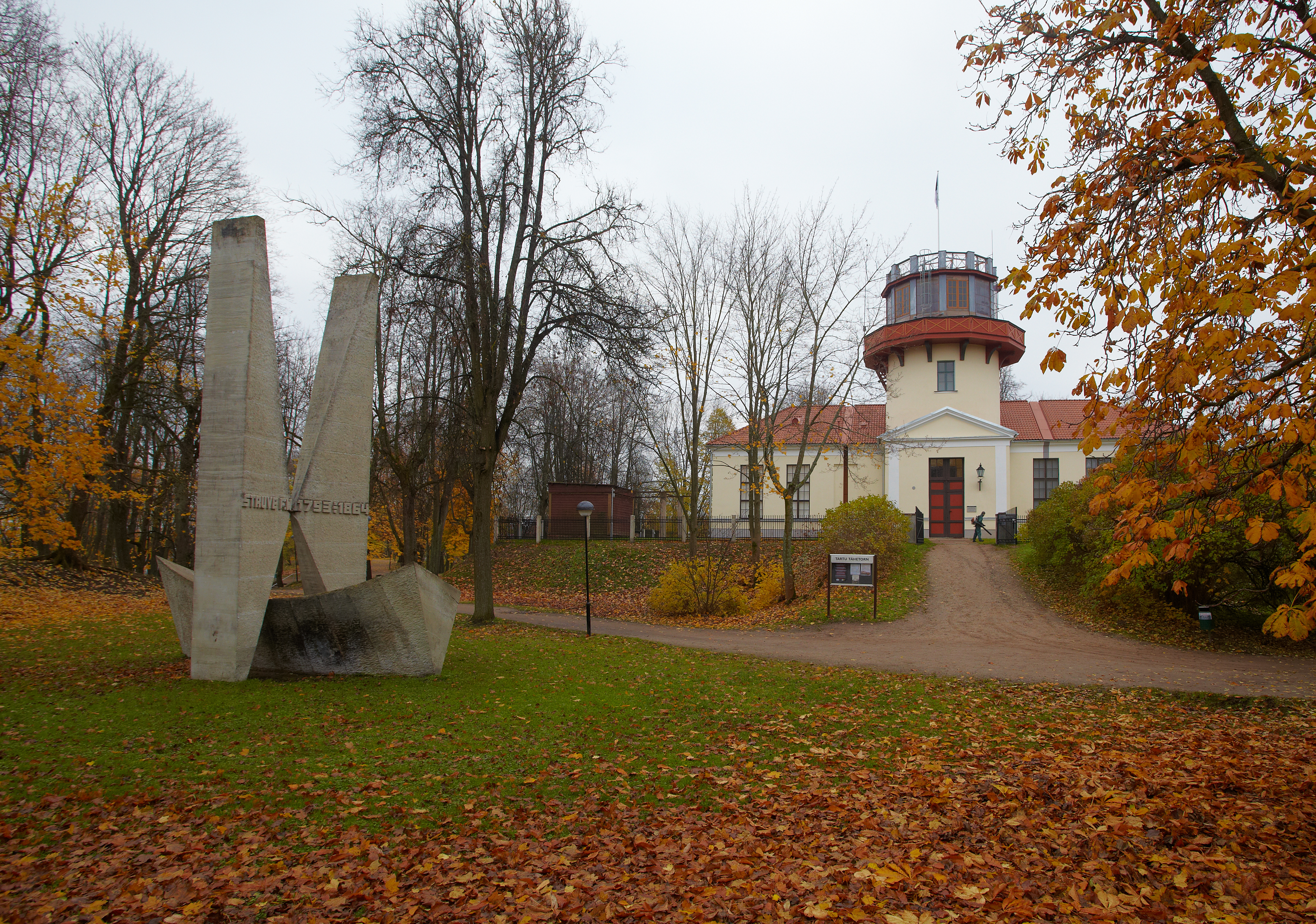
Tartus gamla observatorium med monumentet över Friedrich Georg Wilhelm von Struve av skulptören Olav Männi och arkitekten Udo Ivask

Asteroiden 768 Struveana är uppkallad efter honom och Otto Wilhelm von Struve och Hermann von Struve.
Även nedslagskratern Struve på månen är uppkallad efter honom.